# Corea del Sud ai Giochi della XXVIII Olimpiade
La Corea del Sud partecipò ai Giochi della XXVIII Olimpiade, svoltisi ad Atene, Grecia, dal 13 al 29 agosto 2004, con una delegazione di 264 atleti impegnati in venticinque discipline.

## Risultati

### Calcio
- Uomini

| Atleta | Classifica |                          |
| --- | --- | ------------------------ |
| V · D · M Nazionale olimpica sudcoreana · Calcio ai Giochi Olimpici Estivi 2004 1 Kim Y.K. · 2 Choi W.K. · 3 Kim C.G. · 4 Park Y.H. · 5 Cho B.K. · 6 Yoo S.C. · 7 Kim D.H. · 8 Chung K.H. · 9 Lee C.S. · 10 Choi S.K. · 11 Choi T.U. · 12 Park K.S. · 13 Kim D.J. · 14 Kim J.W. · 15 Lee J.Y. · 16 Namkung D. · 17 Cho J.J. · 18 Kim J.H. · CT : Kim H.K. | 6° |                          |
| Nazionale olimpica sudcoreana · Calcio ai Giochi Olimpici Estivi 2004 | |                          |
| 1 Kim Y.K. · 2 Choi W.K. · 3 Kim C.G. · 4 Park Y.H. · 5 Cho B.K. · 6 Yoo S.C. · 7 Kim D.H. · 8 Chung K.H. · 9 Lee C.S. · 10 Choi S.K. · 11 Choi T.U. · 12 Park K.S. · 13 Kim D.J. · 14 Kim J.W. · 15 Lee J.Y. · 16 Namkung D. · 17 Cho J.J. · 18 Kim J.H. · CT: Kim H.K.                                                                                  | 1 Kim Y.K. · 2 Choi W.K. · 3 Kim C.G. · 4 Park Y.H. · 5 Cho B.K. · 6 Yoo S.C. · 7 Kim D.H. · 8 Chung K.H. · 9 Lee C.S. · 10 Choi S.K. · 11 Choi T.U. · 12 Park K.S. · 13 Kim D.J. · 14 Kim J.W. · 15 Lee J.Y. · 16 Namkung D. · 17 Cho J.J. · 18 Kim J.H. · CT: Kim H.K. | Corea del Sud (bandiera) |

### Pallacanestro
- Donne

| Atleta | Classifica |
| --- | ---------- |
| V · D · M Nazionale sudcoreana - Pallacanestro ai Giochi della XXVIII Olimpiade - Torneo femminile 4 Kim Y. · 5 Lee M. · 6 Kim J. · 7 Kang · 8 Jo · 9 Heo · 10 Byeon · 11 Park · 12 Jeong · 13 Lee J. · 14 Kim G. · 15 Hong · All. Park Myeong-su | 12°        |
| Nazionale sudcoreana - Pallacanestro ai Giochi della XXVIII Olimpiade - Torneo femminile |            |
| 4 Kim Y. · 5 Lee M. · 6 Kim J. · 7 Kang · 8 Jo · 9 Heo · 10 Byeon · 11 Park · 12 Jeong · 13 Lee J. · 14 Kim G. · 15 Hong · All. Park Myeong-su |            |